# Peter Schamoni
Peter Schamoni (ur. 27 marca 1934 w Berlinie, zm. 14 czerwca 2011 w Monachium) – niemiecki reżyser, scenarzysta i producent filmowy, znany głównie jako wybitny dokumentalista.
Autor blisko 40 filmów fabularnych, dokumentalnych i krótkometrażowych. Jego dramat Czas ochronny na lisy (1966) zdobył Srebrnego Niedźwiedzia na 16. MFF w Berlinie. Krótkometrażowy film dokumentalny Hundertwassers Regentag (1971) był nominowany do Oscara.
Schamoni zasiadał w jury konkursu głównego na 18. MFF w Berlinie (1968).

## Wybrana filmografia

### Reżyser
- 1966: Czas ochronny na lisy (Schonzeit für Füchse)
- 1969: Deine Zärtlichkeiten
- 1971: Hundertwassers Regentag
- 1976: Potato Fritz
- 1983: Symfonia wiosenna (Frühlingssinfonie)
- 1991: Max Ernst: Mein Vagabundieren - Meine Unruhe
- 2008: Botero Born in Medellin